# Profiterol

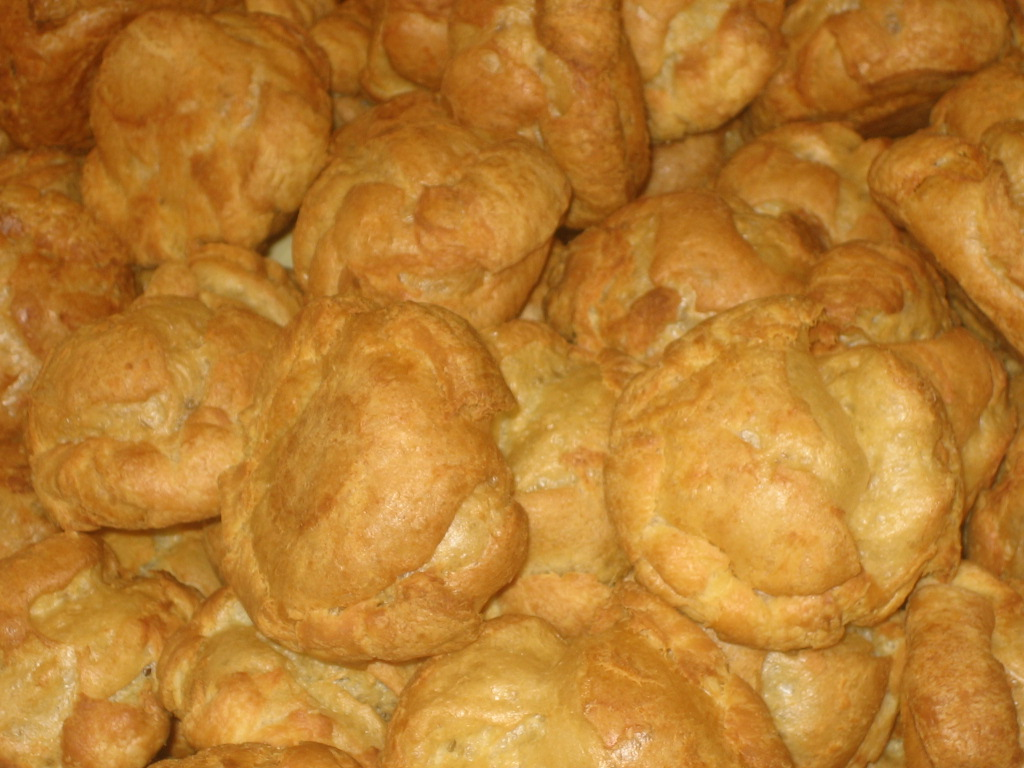
Agrupación de profiteroles.

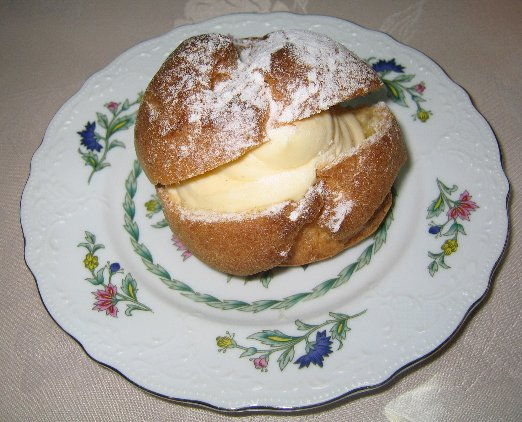
Profiterol.

Los profiteroles (del francés profiterole) son una receta tradicional francesa. Se trata de bolas elaboradas con pasta choux que se rellenan con diversos ingredientes según las regiones del mundo donde se elaboren. Suelen estar rellenos de ingredientes dulces como crema o chocolate, pero existen otras variantes saladas que pueden llegar a participar en la elaboración de ciertas sopas.[cita requerida]

## Usos
En la cocina francesa es principalmente un postre pero recetas antiguas muestran que también se puede ver como ingrediente de diferentes platos principales como sopas, con diferentes rellenos. En España, se conoce únicamente como postre. 
Tanto en Uruguay como Argentina y Paraguay, además del clásico profiterol, existe una versión de tamaño algo más reducido conocidas como "bombas de..." (crema pastelera, chocolate, dulce de leche, crema chantillí, etc.) según el relleno que tengan, con las cuales se acompañan con mate o café en los desayunos, meriendas, y también como postres. 
Es común que se rellenen de helado, a menudo servidos en frío con chocolate caliente para provocar un contraste de temperatura. Forma parte de la categoría de "masas", "masitas" o "masas finas" y postres, pero no así de bizcochos.

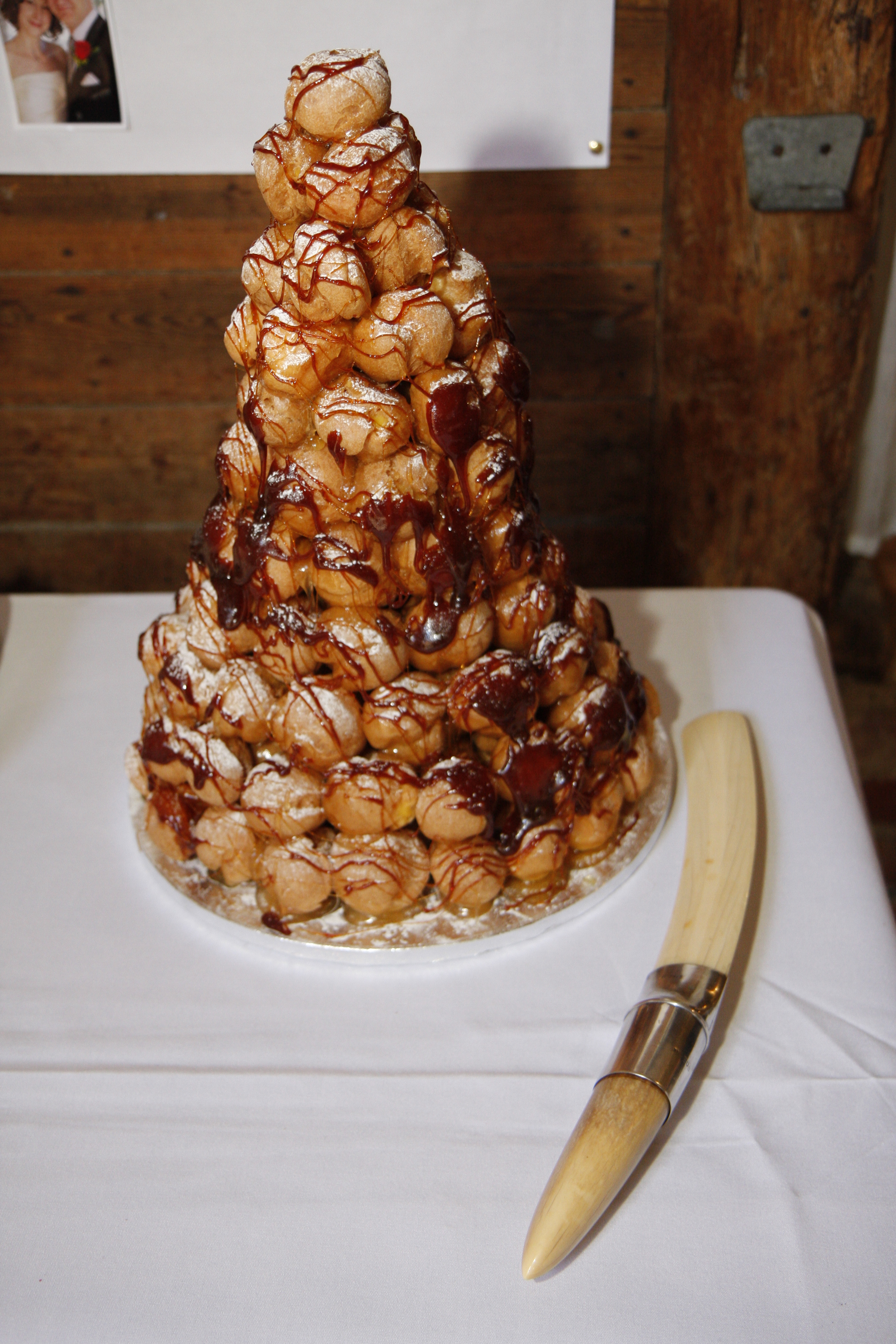
Croquembouche, tarta de profiteroles.